# Station Wiśniowa
Station Wiśniowa is een spoorwegstation in de Poolse plaats Wiśniowa.